# South African Open 1995
Il South African Open 1995 è stato un torneo di tennis giocato sul cemento. È stata la 17ª edizione del South African Open, che fa parte della categoria World Series nell'ambito dell'ATP Tour 1995. Si è giocato a Johannesburg in Sudafrica dal 3 al 9 aprile 1995.

## Campioni

### Singolare
Martin Sinner ha battuto in finale  Guillaume Raoux con il punteggio di 6–1, 6–4

### Doppio
Rodolphe Gilbert /  Guillaume Raoux hanno battuto in finale  Martin Sinner /  Joost Winnink con il punteggio di 6–4, 3–6, 6–3